# Kaisten (Szwajcaria)
Kaisten – gmina w Szwajcarii, w kantonie Argowia, w okręgu Laufenburg. Leży w regionie Fricktal. Liczy 2824 mieszkańców (31 grudnia 2022). 1 stycznia 2010 do gminy przyłączono gminę Ittenthal.